# Coal River (Kanawha River)
Der Coal River ist ein linker Nebenfluss des Kanawha River im US-Bundesstaat West Virginia.
Der Coal River entsteht in Alum Creek am Zusammenfluss von Big Coal River (rechts) und Little Coal River (links). Von dort fließt er in nordnordwestlicher Richtung in zahlreichen Mäandern an Tornado vorbei nach Saint Albans, wo er in den nach Westen fließenden Kanawha River mündet. Der Coal River hat eine Länge von 30 km und entwässert ein Areal von etwa 2280 km². Am Pegel Tornado beträgt der mittlere Abfluss 35 m³/s.
Der Fluss und seine beiden Quellflüsse sind ein beliebtes Ziel von Kanuten und Kajakfahrern.